# Gran Premio di superbike del Nürburgring 2012
Il Gran Premio di superbike di Germania 2012 è stata la dodicesima prova del mondiale superbike 2012. Si è disputata il 9 settembre presso il Nürburgring e nello stesso fine settimana si sono corsi l'undicesimo Gran Premio stagionale del mondiale Supersport e l'ottavo della Superstock 1000 FIM Cup. Ha registrato nelle due gare della Superbike le vittorie di Max Biaggi e Chaz Davies, in Supersport quella di Kenan Sofuoğlu e in Superstock quella di Sylvain Barrier.

## Superbike

### Gara 1
Fonte

#### Arrivati al traguardo
| Pos. | Nº  | Pilota           | Squadra                       | Motocicletta         | Giri | Tempo     | Griglia | Punti |
| ---- | --- | ---------------- | ----------------------------- | -------------------- | ---- | --------- | ------- | ----- |
| 1º   | 3   | Max Biaggi       | Aprilia Racing                | Aprilia RSV4 Factory | 20   | 38:52.751 | 1º      | 25    |
| 2º   | 58  | Eugene Laverty   | Aprilia Racing                | Aprilia RSV4 Factory | 20   | +3.027    | 4º      | 20    |
| 3º   | 19  | Chaz Davies      | ParkinGO MTC Racing           | Aprilia RSV4 Factory | 20   | +3.127    | 10º     | 16    |
| 4º   | 66  | Tom Sykes        | Kawasaki Racing               | Kawasaki ZX-10R      | 20   | +12.306   | 2º      | 13    |
| 5º   | 2   | Leon Camier      | FIXI Crescent Suzuki          | Suzuki GSX-R1000     | 20   | +14.131   | 7º      | 11    |
| 6º   | 50  | Sylvain Guintoli | PATA Racing                   | Ducati 1098R         | 20   | +19.523   | 17º     | 10    |
| 7º   | 91  | Leon Haslam      | BMW Motorrad Motorsport       | BMW S1000 RR         | 20   | +27.017   | 12º     | 9     |
| 8º   | 87  | Lorenzo Zanetti  | PATA Racing                   | Ducati 1098R         | 20   | +33.116   | 11º     | 8     |
| 9º   | 86  | Ayrton Badovini  | BMW Motorrad Italia GoldBet   | BMW S1000 RR         | 20   | +34.937   | 16º     | 7     |
| 10º  | 4   | Hiroshi Aoyama   | Honda World Superbike         | Honda CBR1000RR      | 20   | +39.132   | 18º     | 6     |
| 11º  | 121 | Maxime Berger    | Effenbert Liberty Racing      | Ducati 1098R         | 20   | +41.000   | 20º     | 5     |
| 12º  | 7   | Carlos Checa     | Althea Racing                 | Ducati 1098R         | 20   | +41.125   | 6º      | 4     |
| 13º  | 21  | John Hopkins     | FIXI Crescent Suzuki          | Suzuki GSX-R1000     | 20   | +46.925   | 14º     | 3     |
| 14º  | 57  | Lorenzo Lanzi    | Liberty Racing Team Effenbert | Ducati 1098R         | 20   | +54.659   | 19º     | 2     |
| 15º  | 68  | Brett McCormick  | Effenbert Liberty Racing      | Ducati 1098R         | 20   | +56.342   | 21º     | 1     |
| 16º  | 5   | Alexander Lundh  | Team Pedercini                | Kawasaki ZX-10R      | 20   | +1:09.730 | 22º     |       |
| 17º  | 64  | Norino Brignola  | Grillini Progea Superbike     | BMW S1000 RR         | 20   | +1:43.679 | 23º     |       |

#### Ritirati
| Nº | Pilota           | Squadra                     | Motocicletta    | Giri | Griglia |
| -- | ---------------- | --------------------------- | --------------- | ---- | ------- |
| 76 | Loris Baz        | Kawasaki Racing             | Kawasaki ZX-10R | 17   | 8º      |
| 33 | Marco Melandri   | BMW Motorrad Motorsport     | BMW S1000 RR    | 5    | 3º      |
| 34 | Davide Giugliano | Althea Racing               | Ducati 1098R    | 3    | 9º      |
| 65 | Jonathan Rea     | Honda World Superbike       | Honda CBR1000RR | 2    | 5º      |
| 84 | Michel Fabrizio  | BMW Motorrad Italia GoldBet | BMW S1000 RR    | 0    | 13º     |

#### Non partiti
| Nº | Pilota         | Squadra         | Motocicletta    |
| -- | -------------- | --------------- | --------------- |
| 59 | Niccolò Canepa | Red Devils Roma | Ducati 1098R    |
| 44 | David Salom    | Team Pedercini  | Kawasaki ZX-10R |

### Gara 2
Fonte

#### Arrivati al traguardo
| Pos. | Nº  | Pilota           | Squadra                       | Motocicletta         | Giri | Tempo     | Griglia | Punti |
| ---- | --- | ---------------- | ----------------------------- | -------------------- | ---- | --------- | ------- | ----- |
| 1º   | 19  | Chaz Davies      | ParkinGO MTC Racing           | Aprilia RSV4 Factory | 20   | 39:00.327 | 10º     | 25    |
| 2º   | 58  | Eugene Laverty   | Aprilia Racing                | Aprilia RSV4 Factory | 20   | +3.022    | 4º      | 20    |
| 3º   | 2   | Leon Camier      | FIXI Crescent Suzuki          | Suzuki GSX-R1000     | 20   | +3.222    | 7º      | 16    |
| 4º   | 65  | Jonathan Rea     | Honda World Superbike         | Honda CBR1000RR      | 20   | +5.705    | 5º      | 13    |
| 5º   | 66  | Tom Sykes        | Kawasaki Racing               | Kawasaki ZX-10R      | 20   | +7.304    | 2º      | 11    |
| 6º   | 7   | Carlos Checa     | Althea Racing                 | Ducati 1098R         | 20   | +7.541    | 6º      | 10    |
| 7º   | 34  | Davide Giugliano | Althea Racing                 | Ducati 1098R         | 20   | +14.709   | 9º      | 9     |
| 8º   | 76  | Loris Baz        | Kawasaki Racing               | Kawasaki ZX-10R      | 20   | +19.782   | 8º      | 8     |
| 9º   | 86  | Ayrton Badovini  | BMW Motorrad Italia GoldBet   | BMW S1000 RR         | 20   | +19.925   | 16º     | 7     |
| 10º  | 50  | Sylvain Guintoli | PATA Racing                   | Ducati 1098R         | 20   | +20.028   | 17º     | 6     |
| 11º  | 87  | Lorenzo Zanetti  | PATA Racing                   | Ducati 1098R         | 20   | +25.653   | 11º     | 5     |
| 12º  | 21  | John Hopkins     | FIXI Crescent Suzuki          | Suzuki GSX-R1000     | 20   | +29.142   | 14º     | 4     |
| 13º  | 3   | Max Biaggi       | Aprilia Racing                | Aprilia RSV4 Factory | 20   | +29.579   | 1º      | 3     |
| 14º  | 121 | Maxime Berger    | Effenbert Liberty Racing      | Ducati 1098R         | 20   | +36.090   | 20º     | 2     |
| 15º  | 4   | Hiroshi Aoyama   | Honda World Superbike         | Honda CBR1000RR      | 20   | +40.912   | 18º     | 1     |
| 16º  | 57  | Lorenzo Lanzi    | Liberty Racing Team Effenbert | Ducati 1098R         | 20   | +50.401   | 19º     |       |
| 17º  | 64  | Norino Brignola  | Grillini Progea Superbike     | BMW S1000 RR         | 17   | +3 giri   | 23º     |       |

#### Ritirati
| Nº | Pilota          | Squadra                     | Motocicletta    | Giri | Griglia |
| -- | --------------- | --------------------------- | --------------- | ---- | ------- |
| 68 | Brett McCormick | Effenbert Liberty Racing    | Ducati 1098R    | 15   | 21º     |
| 91 | Leon Haslam     | BMW Motorrad Motorsport     | BMW S1000 RR    | 9    | 12º     |
| 33 | Marco Melandri  | BMW Motorrad Motorsport     | BMW S1000 RR    | 8    | 3º      |
| 84 | Michel Fabrizio | BMW Motorrad Italia GoldBet | BMW S1000 RR    | 8    | 13º     |
| 5  | Alexander Lundh | Team Pedercini              | Kawasaki ZX-10R | 6    | 22º     |

#### Non partiti
| Nº | Pilota         | Squadra         | Motocicletta    |
| -- | -------------- | --------------- | --------------- |
| 59 | Niccolò Canepa | Red Devils Roma | Ducati 1098R    |
| 44 | David Salom    | Team Pedercini  | Kawasaki ZX-10R |

## Supersport
Vladimir Leonov, giunto al traguardo in quinta posizione, viene squalificato dopo la gara per irregolarità tecniche.

### Arrivati al traguardo
| Pos. | Nº  | Pilota            | Squadra                   | Motocicletta        | Giri | Tempo     | Griglia | Punti |
| ---- | --- | ----------------- | ------------------------- | ------------------- | ---- | --------- | ------- | ----- |
| 1º   | 54  | Kenan Sofuoğlu    | Kawasaki Lorenzini        | Kawasaki ZX-6R      | 19   | 38:13.709 | 4º      | 25    |
| 2º   | 16  | Jules Cluzel      | PTR Honda                 | Honda CBR600RR      | 19   | +0.541    | 1º      | 20    |
| 3º   | 99  | Fabien Foret      | Kawasaki Intermoto Step   | Kawasaki ZX-6R      | 19   | +6.258    | 5º      | 16    |
| 4º   | 23  | Broc Parkes       | Ten Kate Racing Products  | Honda CBR600RR      | 19   | +10.345   | 3º      | 13    |
| 5º   | 25  | Alex Baldolini    | Power Team by Suriano     | Triumph Daytona 675 | 19   | +18.303   | 10º     | 11    |
| 6º   | 14  | Gábor Talmácsi    | PRORACE                   | Honda CBR600RR      | 19   | +22.366   | 7º      | 10    |
| 7º   | 31  | Vittorio Iannuzzo | Power Team by Suriano     | Triumph Daytona 675 | 19   | +27.230   | 20º     | 9     |
| 8º   | 37  | David Linortner   | Gerin-Skm Racing          | Yamaha YZF R6       | 19   | +33.213   | 16º     | 8     |
| 9º   | 34  | Ronan Quarmby     | PTR Honda                 | Honda CBR600RR      | 19   | +33.526   | 12º     | 7     |
| 10º  | 55  | Massimo Roccoli   | PATA by Martini           | Yamaha YZF R6       | 19   | +35.932   | 14º     | 6     |
| 11º  | 98  | Romain Lanusse    | Kawasaki Intermoto Step   | Kawasaki ZX-6R      | 19   | +36.146   | 22º     | 5     |
| 12º  | 93  | Florian Marino    | MSD R-N Racing Team India | Kawasaki ZX-6R      | 19   | +39.446   | 18º     | 4     |
| 13º  | 11  | Sam Lowes         | Bogdanka PTR Honda        | Honda CBR600RR      | 19   | +41.099   | 2º      | 3     |
| 14º  | 8   | Andrea Antonelli  | Bike Service R.T.         | Yamaha YZF R6       | 19   | +47.345   | 26º     | 2     |
| 15º  | 3   | Jed Metcher       | Rivamoto Junior           | Yamaha YZF R6       | 19   | +47.477   | 21º     | 1     |
| 16º  | 117 | Miguel Praia      | Bogdanka Honda PTR        | Honda CBR600RR      | 19   | +47.865   | 25º     |       |
| 17º  | 38  | Balázs Németh     | Racing Team Toth          | Honda CBR600RR      | 19   | +48.190   | 27º     |       |
| 18º  | 13  | Dino Lombardi     | Team Lorini               | Honda CBR600RR      | 19   | +55.295   | 24º     |       |
| 19º  | 40  | Martin Jessopp    | Riders PTR Honda          | Honda CBR600RR      | 19   | +1:10.222 | 29º     |       |
| 20º  | 10  | Imre Tóth         | Racing Team Toth          | Honda CBR600RR      | 19   | +1:10.796 | 11º     |       |
| 21º  | 2   | Leon Bovee        | DTC Racing                | Yamaha YZF R6       | 19   | +1:22.093 | 15º     |       |
| 22º  | 125 | Danilo Marrancone | KUJA Racing               | Honda CBR600RR      | 19   | +1:22.437 | 28º     |       |
| 23º  | 15  | Luca Hansen       | SMS Racing                | Honda CBR600RR      | 19   | +1:25.483 | 30º     |       |
| 24º  | 33  | Yves Polzer       | MRC Austria               | Yamaha YZF R6       | 19   | +1:46.818 | 31º     |       |

### Ritirati
| Nº | Pilota            | Squadra                   | Motocicletta   | Giri | Griglia |
| -- | ----------------- | ------------------------- | -------------- | ---- | ------- |
| 87 | Luca Marconi      | VFT Racing                | Yamaha YZF R6  | 17   | 23º     |
| 22 | Roberto Tamburini | Team Lorini               | Honda CBR600RR | 16   | 9º      |
| 32 | Sheridan Morais   | Kawasaki Lorenzini        | Kawasaki ZX-6R | 5    | 8º      |
| 4  | Dan Linfoot       | MSD R-N Racing Team India | Kawasaki ZX-6R | 4    | 13º     |
| 24 | Eduard Blokhin    | Rivamoto                  | Yamaha YZF R6  | 4    | 32º     |
| 20 | Mathew Scholtz    | Bogdanka PTR Honda        | Honda CBR600RR | 0    | 17º     |
| 61 | Fabio Menghi      | VFT Racing                | Yamaha YZF R6  | 0    | 19º     |

### Squalificato
| Nº | Pilota          | Squadra             | Motocicletta  | Giri | Tempo   | Griglia |
| -- | --------------- | ------------------- | ------------- | ---- | ------- | ------- |
| 65 | Vladimir Leonov | Yakhnich Motorsport | Yamaha YZF R6 | 19   | +17.851 | 6º      |

### Non partito
| Nº | Pilota     | Squadra       | Motocicletta   |
| -- | ---------- | ------------- | -------------- |
| 64 | Joshua Day | Team GOELEVEN | Kawasaki ZX-6R |

## Superstock
La pole position è stata fatta segnare da Bryan Staring in 1:59.084; Sylvain Barrier ha effettuato il giro più veloce in gara, in 1:58.994.

### Arrivati al traguardo
| Pos. | Nº | Pilota              | Squadra                     | Motocicletta         | Giri | Tempo     | Griglia | Punti |
| ---- | -- | ------------------- | --------------------------- | -------------------- | ---- | --------- | ------- | ----- |
| 1º   | 20 | Sylvain Barrier     | BMW Motorrad Italia GoldBet | BMW S1000 RR         | 11   | 21:56.069 | 3º      | 25    |
| 2º   | 24 | Kev Coghlan         | DMC Racing                  | Ducati 1199 Panigale | 11   | +11.212   | 5º      | 20    |
| 3º   | 21 | Markus Reiterberger | Alpha Racing                | BMW S1000 RR         | 11   | +13.096   | 6º      | 16    |
| 4º   | 92 | Leandro Mercado     | Team Pedercini              | Kawasaki ZX-10R      | 11   | +14.954   | 7º      | 13    |
| 5º   | 32 | Lorenzo Savadori    | Barni Racing Team Italia    | Ducati 1199 Panigale | 11   | +15.775   | 12º     | 11    |
| 6º   | 15 | Fabio Massei        | EAB Ten Kate Junior         | Honda CBR1000RR      | 11   | +16.757   | 8º      | 10    |
| 7º   | 71 | Christoffer Bergman | BWG Racing Kawasaki         | Kawasaki ZX-10R      | 11   | +20.619   | 9º      | 9     |
| 8º   | 69 | Ondřej Ježek        | SK Energy Racing            | Ducati 1098R         | 11   | +21.972   | 10º     | 8     |
| 9º   | 5  | Marco Bussolotti    | SK Energy Racing            | Ducati 1098R         | 11   | +22.043   | 11º     | 7     |
| 10º  | 93 | Matthieu Lussiana   | Team ASPI                   | Kawasaki ZX-10R      | 11   | +22.358   | 13º     | 6     |
| 11º  | 40 | Alen Győrfi         | MetalCom-Adrenalin H-Moto   | Honda CBR1000RR      | 11   | +39.922   | 14º     | 5     |
| 12º  | 55 | Tomáš Svitok        | SK Energy Racing            | Ducati 1098R         | 11   | +40.100   | 15º     | 4     |
| 13º  | 39 | Randy Pagaud        | Team OGP                    | Kawasaki ZX-10R      | 11   | +41.199   | 18º     | 3     |
| 14º  | 37 | Andrzej Chmielewski | Red Devils Roma             | Ducati 1098R         | 11   | +44.939   | 16º     | 2     |
| 15º  | 36 | Philippe Thiriet    | Brazil by ASPI              | Kawasaki ZX-10R      | 11   | +45.582   | 22º     | 1     |
| 16º  | 42 | Heber Pedrosa       | Brazil by ASPI              | Kawasaki ZX-10R      | 11   | +46.355   | 20º     |       |
| 17º  | 88 | Massimo Parziani    | M.V. Racing                 | Aprilia RSV4 APRC    | 11   | +1:01.441 | 21º     |       |
| 18º  | 30 | Bogdan Vrajitoru    | CSM Bucharest               | Kawasaki ZX-10R      | 11   | +1:26.089 | 23º     |       |
| 19º  | 74 | Chris Von Roesgen   | Dream Team Company          | BMW S1000 RR         | 11   | +1:56.967 | 24º     |       |

### Ritirati
| Nº | Pilota          | Squadra                  | Motocicletta         | Giri | Griglia |
| -- | --------------- | ------------------------ | -------------------- | ---- | ------- |
| 67 | Bryan Staring   | Team Pedercini           | Kawasaki ZX-10R      | 9    | 1º      |
| 19 | Eeki Kuparinen  | Motomarket Racing        | BMW S1000 RR         | 8    | 19º     |
| 11 | Jérémy Guarnoni | MRS                      | Kawasaki ZX-10R      | 7    | 4º      |
| 47 | Eddi La Marra   | Barni Racing Team Italia | Ducati 1199 Panigale | 5    | 2º      |
| 3  | Lucy Glöckner   | Wilbers-BMW-Racing       | BMW S1000 RR         | 1    | 17º     |